# Gabriel Emmanuel
Gabriel Emmanuel (ur. 12 sierpnia 2003) – holenderski lekkoatleta specjalizujący się w wielobojach. 
W 2022 triumfował w rywalizacji dziesięcioboistów podczas mistrzostw świata juniorów w Cali. 
Złoty medalista mistrzostw Holandii w juniorskich kategoriach wiekowych.
Rekord życiowy w dziesięcioboju juniorów: 7860 pkt. (2 sierpnia 2022, Cali).

## Osiągnięcia
| Rok  | Impreza                | Miejsce | Konkurencja   | Lokata      | Wynik     |
| ---- | ---------------------- | ------- | ------------- | ----------- | --------- |
| 2021 | Mistrzostwa Europy U20 | Tallinn | dziesięciobój | 12. miejsce | 7144 pkt. |
| 2022 | Mistrzostwa świata U20 | Cali    | dziesięciobój | 1. miejsce  | 7860 pkt. |